# Cannery Row (Monterey)
Cannery Row is een straat langs de kust in het stadje Monterey, in de Amerikaanse staat Californië. In de straat staat een aantal voormalige fabrieken die sardines inblikten; de laatste fabriek sloot in 1973. Voorheen was 'Cannery Row' een bijnaam, de werkelijke naam was Ocean View Avenue. In januari 1958 werd de straat hernoemd ter ere van John Steinbecks roman Een blik in Cannery Row.

## Geschiedenis

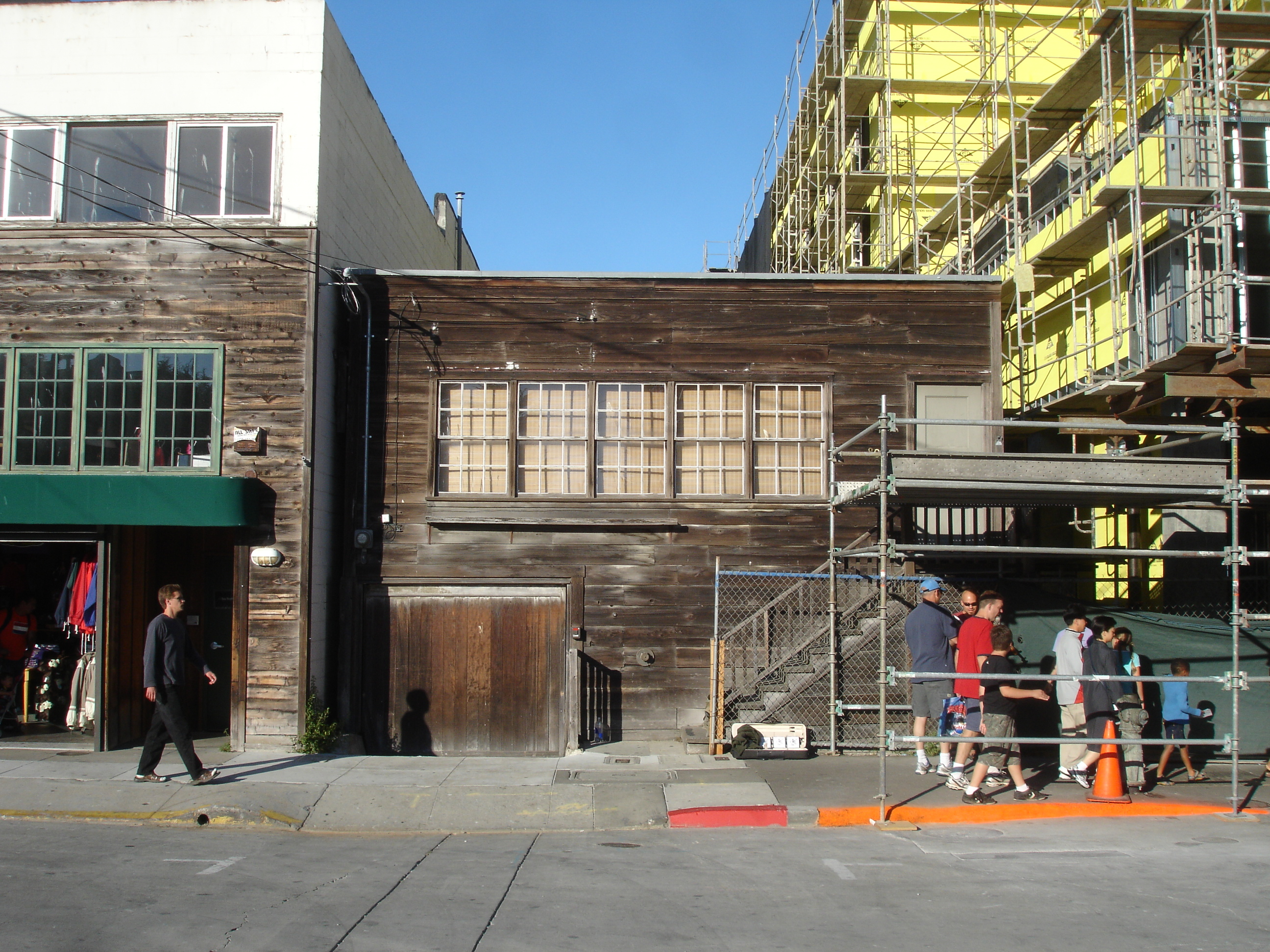
Pacific Biological Laboratories van Ed Ricketts, 800 Cannery Row

### John Steinbeck
Cannery Row was de setting van twee van John Steinbecks romans: Een blik in Cannery Row en Goede Donderdag. In het eerste hoofdstuk van Een blik in Cannery Row beschreef hij de straat als volgt:

Cannery Row in Monterey in Californië is een gedicht, een stank, een knarsend geluid, een symfonie van licht, een kleurschakering, een levenswijze, een heimwee en een droom.
— John Steinbeck in Een blik in Cannery Row

Steinbeck verzamelde materiaal voor de twee romans toen hij van 1930 tot 1941 in de buurt van Cannery Row woonde. Hier ontmoette hij marien bioloog Ed Ricketts. De twee raakten bevriend en Ricketts stond model voor Doc, de hoofdpersoon in de romans. Ricketts' laboratorium, Pacific Biological Laboratories geheten, stond op zijn beurt model voor Docs laboratorium annex woonhuis. De Pacific Biological Laboratories bestond van 1928 tot 1948.

Hovden Cannery rond 1970

### Industrie
Cannery Row had zijn bijnaam te danken aan de conservenfabrieken die sardines, pijlinktvissen en andere zeedieren inblikten. Lange tijd was de visserij in de Baai van Monterey een van de productiefste ter wereld, dankzij onder andere de opwelling van voedingsrijk water vanaf de bodem van de Grote Oceaan. De conservenmarkt stortte in het midden van de jaren 1950 echter in als gevolg van een dalende visvangst. Ed Ricketts stelde een onderzoek in naar aanleiding van de vraag waar al de sardines naartoe zijn gegaan en concludeerde uiteindelijk: "They're in cans". De Hovden Food Products Corporation, gesticht door de Noorse immigrant Knut Hovden, was een van de succesvolste. De fabriek opende op 7 juli 1916 en sloot in 1973 als laatste conservenfabriek in Cannery Row haar deuren.

## Toerisme

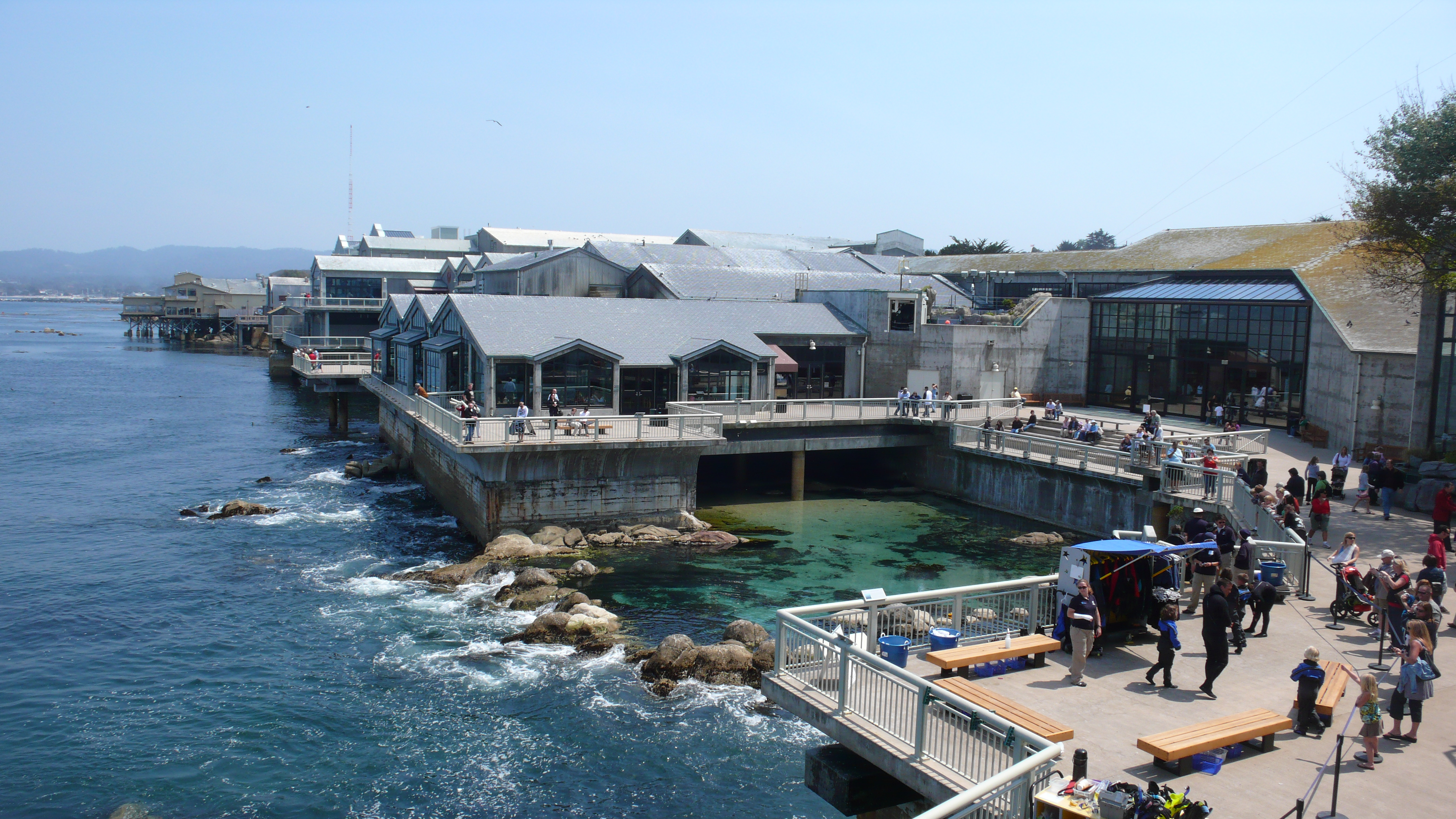
Achterzijde van het Monterey Bay Aquarium

Tegenwoordig is Cannery Row een toeristische attractie met een groot aantal restaurants en hotels, sommigen gesitueerd in oude conservenfabrieken. Langs de pieren bevinden zich enkele kleinschalige visserijbedrijven.

### Steinbeck en Ricketts
Ed Ricketts' Pacific Biological Laboratories werd gerestaureerd en is tegenwoordig open voor publiek. Ook andere gebouwen uit Steinbecks boeken bestaan nog, zoals de kruidenierszaak van Lee Chong en 'het Paleiskrot' van Mack en zijn vrienden, beide te vinden tegenover het laboratorium. Op de kruising van Cannery Row en Prescott Avenue bevindt zich de Steinbeck Plaza. Hier werd in 2014 het Cannery Row Monument onthuld, een standbeeld met Steinbeck en Ricketts, omringd door personages uit Een blik in Cannery Row.

### Mariene fauna
In de voormalige fabriek van Hovden Food Products Corporation bevindt zich momenteel het Monterey Bay Aquarium, dat in 1984 haar deuren opende. Het kustgedeelte langs Cannery Row behoort tot het Edward F. Ricketts State Marine Conservation Area, onderdeel van het Monterey Bay National Marine Sanctuary, en vormt het leefgebied van een grote populatie Californische zeeleeuwen.